# Општина Зрново
Општина Зрново (грч. Δήμος Κάτω Νευροκοπίου, Димос Като Неврокопиу) је општина у Грчкој у округу Драма, периферија Источна Македонија и Тракија. Административни центар је Зрново.

## Географија
Општина има површину од 872 км2, и граничи се са Бугарском (Пиринска Македонија). Подручје је познато по ниским температурама за време зиме и важи за најхладнији предео у целој Грчкој. Крај је познат по производњи квалитетног кромпира и пасуља. Општина има значајан туристички потенцијал, ски центар Фалакро на планини Боздаг, традиционално село Ђуреџик, велика језера код села Белотинци и Борово као и живописне планинске стазе и старе цркве.

## Насељена места
- Општинска јединица Зрново: Зрново, Ахладија, Белотинци, Борово, Везмен, Волак, Волково, Воштица, Доњи Броди, Доња Лакавица, Елес, Каракој, Куманич, Руждене, Старчишта, Странен, Трлис, Черешово.